# Кристалічні породи
Кристалічні породи — гірські породи будь-якого походження, що складаються з кристалічних зерен, але зазвичай під терміном «Кристалічні породи» розуміють тільки магматичні і метаморфічні породи.

## Утворення кристалічних гірських порід
У деяких ділянках верхніх земних оболонок температура перевищує 1000 °C. Тверді породи різного складу при таких температурах починають плавитися. Густина рідини менше, ніж у твердого тіла. Тому утворені розплави піднімаються до поверхні. Велика їх частина, охолоджуючись, повільно кристалізується на різних глибинах у вигляді плутонічних магматичних порід. В умовах поступового зниження температури з розплавів ростуть великі, добре ограновані кристали мінералів. Так утворюються, наприклад, граніти.
У районах, де земна кора розбита тріщинами і розломами, деяким з розплавів вдається досягти поверхні. У таких місцях відбуваються виверження вулканів. Вилиті на поверхню суші або дно океану магматичні розплави застигають і перетворюються у вулканічні породи, такі як базальти. Температура на поверхні набагато нижче, ніж в надрах Землі. Тому охолодження розплавів йде дуже швидко і кристали мінералів, що утворюються мають мікроскопічні розміри. Іноді розплави не встигають розкристалізуватичя і застигають у вигляді твердої аморфної маси — вулканічного скла.
У верхніх шарах Землі остигаючі магматичні розплави віддають оточуючим породам своє тепло, виділяють розпечені гази і розчини. Під дією цих факторів гірські породи починають змінюватися: в них розчиняються і зникають існуючі раніше мінерали, а замість них виростають нові кристали. Утворюються метаморфічні породи — різноманітні сланці і гнейси.
Кристалічні породи поділяються за кількістю мінералів, що їх складають. Якщо складені агрегатом одного мінералу, це мономінеральні кристалічні породи. Якщо ж з декількох мінералів — полімінеральні породи.